# Desa Petung (administrativ by i Indonesien, Jawa Timur, lat -6,98, long 112,48)
Desa Petung är en administrativ by i Indonesien.   Den ligger i provinsen Jawa Timur, i den västra delen av landet, 600 km öster om huvudstaden Jakarta.